# Baseball & Softball Club Godo
Il Baseball & Softball Club Godo è un club italiano di baseball di Russi (RA), che prende il nome dalla frazione cittadina di Godo, nel quale ha sede.
Milita nella massima categoria del campionato italiano.

## Storia
Nato nel 1964, il Baseball Godo conquista il suo primo successo vincendo il titolo italiano Juniores nel 1999 sotto la guida dell'indimenticato Bill Homberg (1953-2020). La prima squadra approda in serie A1 nella stagione 2006. I romagnoli concludono la regular season in quinta posizione (24 vittorie e 24 sconfitte), a un passo da quel quarto posto che avrebbe loro garantito l'accesso ai play-off per lo scudetto.
Nel 2007 non si ripetono questi eccellenti risultati, infatti il Godo chiude la stagione regolare in penultima posizione con uno score di 12 vittorie e 30 sconfitte. (godo)
Nel 2008 la squadra fortemente rivoluzionata specialmente sul monte di lancio, tarda a raggiungere la condizione fisica-atletica e la mentalità giusta per affrontare avversari che dimostrano di essere superiori anche tecnicamente.
La squadra paga in termini assoluti le partenze di Cillo e Mazzuca verso Bologna, ma anche l'abbandono (a soli 33 anni) dell'attività agonistica di Christian Mura.
La prima vittoria arriva alla quinta giornata in casa contro il Rimini, poi due vittorie fuori casa alla settima giornata contro i Rangers Redipuglia.
Nel girone di ritorno le cose vanno un po' meglio ed arrivano altre 6 vittorie che sanciscono anche per quest'anno l'obiettivo salvezza (9 vinte 33 perse).
Nel 2009 la squadra guidata da Zoli parte molto bene, portandosi a casa due vittorie contro i campioni d'Italia della T&A San Marino alla seconda giornata. Già dalla terza giornata tuttavia si iniziano a vedere problemi nella squadra, che esce con un passivo di 2-1 nello scontro diretto con la neopromossa e concorrente alla salvezza Palfinger Reggio Emilia. Dopo un girone di andata fra alti e bassi, l'ennesima doppia sconfitta con i reggiani costa la panchina a Zoli, Mendez viene rispedito in Spagna e dagli USA arriva il lanciatore olimpionico greco Panagiotis Sikaras. Sulla panchina va a sedersi una vecchia conoscenza, Mario Mascitelli, parmense, allenatore della nazionale Juniores e con un passato da giocatore proprio fra le file dei goti.
La missione "salvezza" alla penultima giornata sembrava quasi impossibile, con una partita da recuperare sulla Palfinger Reggio Emilia e lo scontro con una della pretendenti al titolo 2009, ovvero la Telemarket Rimini: Godo vince la seconda delle tre sfide di quella giornata, guadagnandosi la possibilità di giocarsi tutto all'ultima giornata. Nel weekend decisivo per la salvezza, Godo batte Parma in gara1 e gara2, salvo perdere gara3. La formazione reggiana invece perde tutte e tre le partite sul campo del Nettuno, decretando così la salvezza dei goti.
Nel 2010 inizia l'avventura del campionato a franchigie e viene stretta l'alleanza con Verona: nasce la franchigia North-East Knights (Cavalieri del Nord-Est). Godo si classifica all'ultimo posto, ma non retrocede perché la nuova formula del campionato non prevede retrocessioni. Nel gennaio 2011 la società annuncia la possibilità di non iscriversi al campionato. I veronesi accorrono in aiuto dei romagnoli: Godo e Verona si fondono così in un'unica società. In virtù del sistema a franchigia, secondo il quale ogni società deve allestire una squadra in I divisione (IBL1) e una squadra in II divisione, il Baseball Godo mantiene il titolo sportivo per la I divisione, mentre il Verona continua a disputare la II divisione.
Godo rimane nella massima serie fino al termine della stagione 2015, quando la dirigenza comunica l'intenzione di non iscriversi alla successiva IBL, scendendo in Serie A Federale per motivi economici. La società rossoblu torna nella massima serie a partire dall'annata 2019.